# Станкявичюс, Римантас Антанас
Ри́мантас Анта́нас Станкя́вичюс (лит. Rimantas Antanas Stankevičius); 26 июля 1944, Мариямполе, Литва — 9 сентября 1990, Сальгареда, Италия) — заслуженный лётчик-испытатель СССР (04.10.1989), подполковник, космонавт-испытатель Лётно-исследовательского института им. М. М. Громова.

## Биография
Родился в оккупированном нацистской Германией Мариямполе 26 июля 1944 года, за пять дней до освобождения города частями Советской армии. В Советской Армии с 1962 года. В 1966 году окончил Черниговское ВВАУЛ. Служил в строевых частях ВВС.
Участник боевых действий в Египте с марта 1971 года по  апрель 1972 года. Совершил 25 боевых вылетов. Был награждён орденом Красной Звезды (27.06.1972). Инструктор в Центре боевого применения ВВС в городе Мары (Туркменистан). С 1973 года — в запасе.
В 1975 году окончил школу лётчиков-испытателей ЛИИ им. М. М. Громова. С мая 1975 года — на испытательной работе в ЛИИ.
Провел ряд испытательских работ на самолётах-истребителях по тематике института. Выполнил большое количество работ по устойчивости и управляемости самолётов, по двигателям и системам силовых установок, жизнеобеспечению и вооружению. Участвовал в испытаниях по выработке концепции самолёта ближнего воздушного боя, можно говорить, что его работы по исследованию концепции ближнего воздушного боя подняли престиж ЛИИ, а всемирная слава самолётов МиГ-29 и Су-27 была подготовлена, в том числе и полётами Станкявичюса. Провёл испытания МиГ-29 на штопор.
12 июля 1977 года был зачислен в первую группу советских космонавтов (И. Волк, А. Левченко, Р. Станкявичюс, О. Кононенко и А. Щукин), готовившихся к полётам на космическом корабле многоразового использования «Буран». В 1980 году окончил Центр подготовки космонавтов, с того же года — космонавт-испытатель Отраслевого комплекса подготовки космонавтов-испытателей (ОКПКИ), заместитель начальника ОКПКИ с 1988 года.
Проводил отработку системы ручного управления и системы автоматической посадки на летающих лабораториях Ту-154ЛЛ и МиГ-25ЛЛ, оснащённых системой управления «Бурана». В качестве второго пилота участвовал в первом полёте «Бурана» на горизонтальных лётных испытаниях (10.11.1985), его первой автоматической посадке (10.12.1986), и его первом полностью автоматическом полёте (23.12.1986). Ряд полётов выполнил командиром «Бурана». Совершил 14 полётов на аналоге БТС-02, включая и первую полностью автоматическую посадку 16 февраля 1987 года.
4 октября 1989 года Римантасу Станкявичюсу было присвоено почётное звание заслуженный летчик-испытатель СССР. 

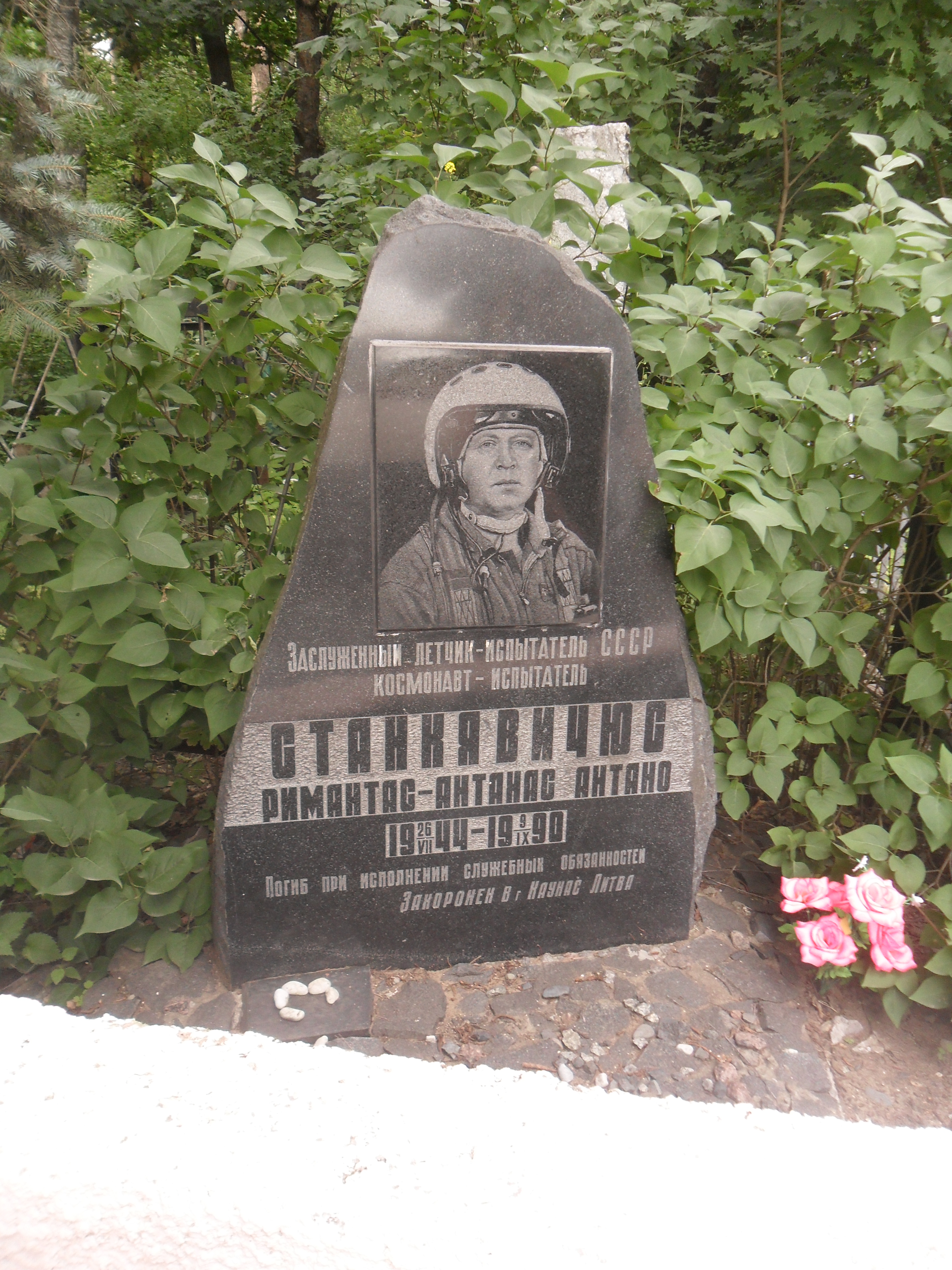
Кенотаф Станкявичюсу на Быковском кладбище Жуковского

Погиб 9 сентября 1990 года в катастрофе самолёта Су-27 во время показательного выступления на авиасалоне в Сальгареде (Италия), похоронен в Каунасе (Литва). В его честь в Жуковском бывший Пионерский проезд переименован в проезд Станкявичюса.